# Moritziella castaneivora
Moritziella castaneivora är en insektsart som beskrevs av Miyazaki 1968. Moritziella castaneivora ingår i släktet Moritziella och familjen dvärgbladlöss. Inga underarter finns listade i Catalogue of Life.